# Perdita meconis
Perdita meconis är en biart som beskrevs av Griswold 1993. Perdita meconis ingår i släktet Perdita och familjen grävbin. Inga underarter finns listade i Catalogue of Life.